# 60558 Eheklej
60558 Eheklej  (mednarodno ime je 60558 Echeclus, kot komet pa ga označujejo z uradno oznako 174P|Echeclus) je asteroid , ki spada v skupino kentavrov. Zaradi nekaterih lastnosti ga prištevajo tudi med komete.

## Odkritje
Asteroid so odkrili 3. marca 2000 v programu Spacewatch na Observatoriju Kitt Peak.
Odkrito telo je dobilo začasno oznako 2000 EC98. Začetne raziskave niso pokazale, da bi imelo telo značilnosti kometa. V decembru 2005 so pazili komo. V letu 2006 je telo dobilo tudi oznako, kot jo imajo kometi .
Poimenovan je po kentavru Ehekleju.

## Lastnosti
Eheklej je za 2060 Hironom prvi komet, ki ima isto ime kot asteroid.  Razen Hirona so nebesna telesa, ki jih imamo za asteroide in komete 7968 Elst-Pizarro, 4015 Wilson-Harrington (107P/Wilson-Harrington) in 118401 LINEAR (176P/LINEAR oziroma komet LINEAR 52).
Ko je bil asteroid/komet 30. decembra 2005 samo 31,1 a.e. je nenadoma razpadel, kar je povzročilo velik oblak prahu. Astronomi predvidevajo, da je komet zadelo drugo telo ali z eksplozijo hlapljivih snovi v telesu .
Nazadnje je bil asteroid/komet v prisončju 6. marca 1980, naslednjič pa se je to zgodilo 22. aprila 2015.

## Tirnica
Kentavri imajo zelo kratko življenjsko dobo, ker nanje močno vplivajo veliki planeti.